# Róbert Vaniš
Róbert Vaniš (* 29. září 1992, Malacky) je slovenský fotbalový záložník, v současnosti působí v klubu ŠK Slovan Bratislava.

## Fotbalová kariéra
Svoji fotbalovou kariéru začal v ŠK Malacky. Mezi jeho další angažmá patří: ŠK Slovan Bratislava a FC ViOn Zlaté Moravce.